# Mistrzostwa Świata w Kolarstwie BMX 1998
3. Mistrzostwa świata w kolarstwie BMX 1998 odbyły się w australijskim Melbourne, w dniach 24-26 lipca 1998 roku. W programie znalazły się następujące konkurencje: wyścig elite i juniorów (oba zarówno dla kobiet jak i mężczyzn) oraz cruiser juniorów i elite (tylko mężczyźni). W klasyfikacji medalowej zwyciężyli reprezentanci USA zdobywając łącznie sześć medali, w tym dwa złote.

## Medaliści
| Konkurencja:          | Złoto:             | Srebro:             | Brąz:              |
| Klasyfikacja mężczyzn |                    |                     |                    |
| Elite                 | Thomas Allier      | Andy Contes         | Dylan Clayton      |
| Juniorzy              | Brandon Meadows    | Mickael Deldycke    | Luke Madill        |
| Cruiser               | Christophe Lévêque | Dale Holmes         | Matt Hadan         |
| Cruiser juniorzy      | Warwick Stevenson  | Luke Madill         | Michal Prokop      |
| Klasyfikacja kobiet   |                    |                     |                    |
| Elite                 | Rachael Marshall   | Marie McGilvary     | Brigitte Busschers |
| Juniorki              | Heather Bruns      | María Gabriela Díaz | Jill Kintner       |

## Tabela medalowa
| Miejsce | Państwo           | Złoto | Srebro | Brąz | Razem |
| ------- | ----------------- | ----- | ------ | ---- | ----- |
| 1       | Stany Zjednoczone | 2     | 2      | 2    | 2     |
| 2       | Australia         | 2     | 1      | 1    | 4     |
| 3       | Francja           | 2     | 1      | 0    | 3     |
| 4       | Wielka Brytania   | 0     | 1      | 1    | 2     |
| 5       | Argentyna         | 0     | 1      | 0    | 1     |
| 6       | Czechy            | 0     | 0      | 1    | 1     |
|         | Holandia          | 0     | 0      | 1    | 1     |